# Vườn quốc gia Cocoparra
Vườn quốc gia Cocoparra là một vườn quốc gia thuộc vùng Riverina, miền tây nam bang New South Wales (Úc), cách thành phố Sydney 457 km về phía tây.

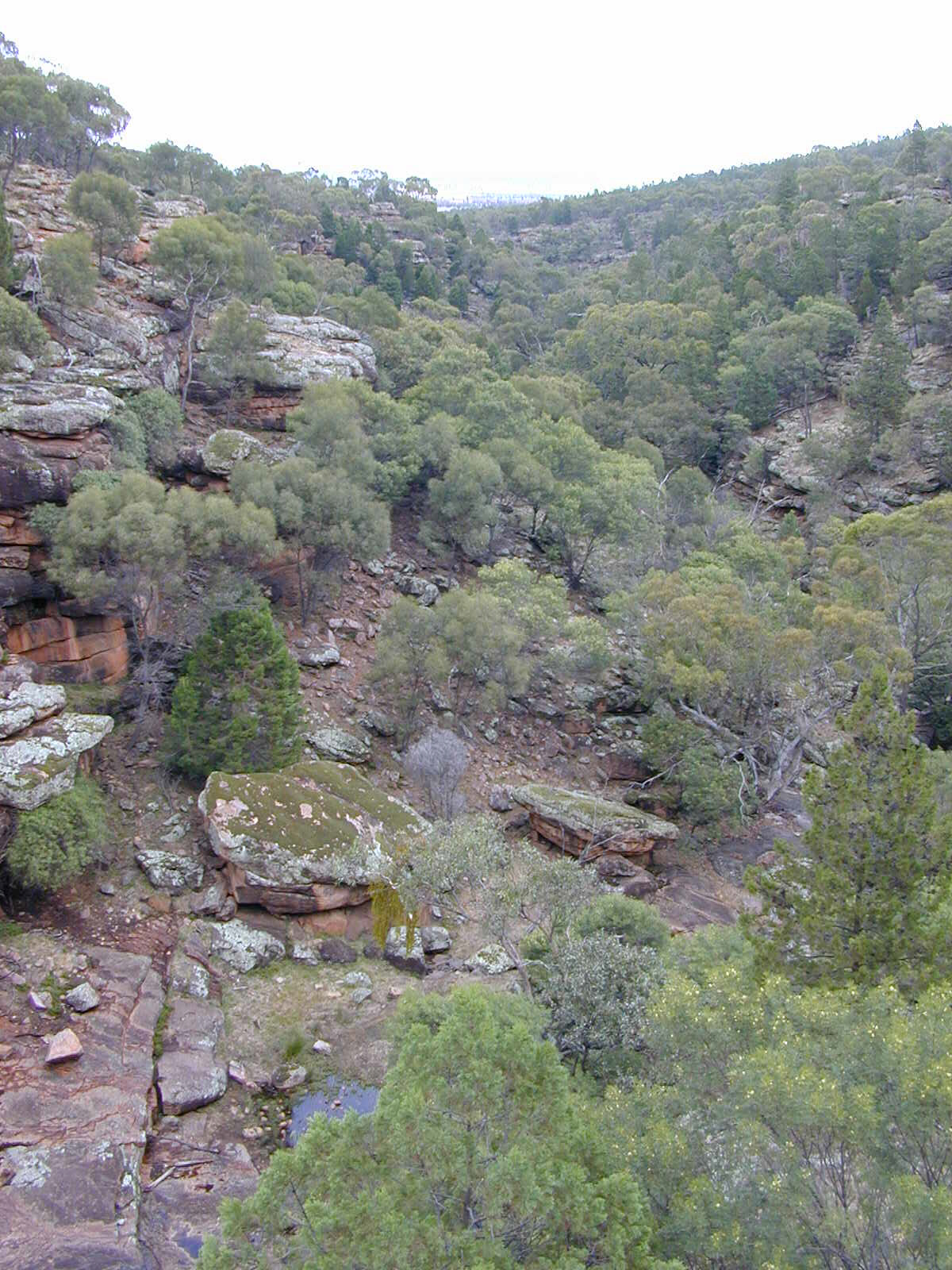
Store Creek in Cocoparra National Park

Vườn này có một dãy đồi cao - như đồi Bingar Mountain cao 455 m trên mực nước biển và Brogden Mountain, 390 m trên mực nước biển - trong một khu vực rộng bằng phẳng. Phía bắc vườn tiếp giáp với Khu bảo tồn thiên nhiên Cocoparra.
Vườn quốc gia Cocoparra được đăng trong công báo năm 1969 và có một diện tích là 8.358 ha. Khu bảo tồn thiên nhiên Cocoparra được lập năm 1963 với một diện tích 4.647 ha (Cocoparra National Park Plan of Management 1995).
Khí hậu ở đây là nửa khô (Semi-arid). Các cây cối trong vườn phản ánh tình trạng nửa khô này, như cây keo, lan rừng, ironbark (một loại bạch đàn Úc, vỏ cứng như sắt), cây sao nước (Callitris) vv...
Kết cấu địa chất gồm sa thạch kỷ Devon, siltsones và cuội kết.
Trong vườn có một số vị trí dành cho du khách chơi picnic và một khu cắm trại ở Woolshed Flat.